# Vranjic
Vranjic (italsky Vragnizza) je vesnice na stejnojmenném poloostrově v Kaštelském zálivu ve Splitsko-dalmatské župě v Chorvatsku. V roce 2011 zde trvale žilo 1 196 obyvatel.

## Popis
Vesnice administrativně spadá pod opčinu města Solin. Jde o přímořské letovisko a turisty často vyhledávanou lokalitu v oblasti těsně mezi Splitem na jihu a Solinem na severu. Východně od vesnice se též nacházejí vesnice Kamen a Mravince.

## Historie
Vranjic je pro svůj vzhled často nazýván "malé Benátky". Dle archeologických průzkumů je zřejmé, že byl osídlen již v pravěku. Poprvé byl písemně zmíněn někdy kolem roku 1300 jako Huragnitz.
Vranjic je známý především díky tomu, že se zde nachází známé Aquarium Split, jediný komplex mořských akvárií v Chorvatsku. V akváriích je zde chováno více než 80 mořských tvorů včetně ryb, žraloků, úhořů, murén, langust a humrů.

## Osobnosti
V roce 1846 se zde narodil chorvatský duchovní, archeolog a historik dr. Frane Bulić, který při archeologických pracích v Solinu objevil základy předrománských kostelů Panny Marie z Ostrova a sv. Štěpána s ostatky krále Michala Krešimíra II. a jeho ženy, královny Jeleny Slavné.